# Liten vårtrattskivling
Liten vårtrattskivling (Clitocybe pruinosa) är en svampart som först beskrevs av Wilhelm Gottfried Lasch, och fick sitt nu gällande namn av Paul Kummer 1871. Liten vårtrattskivling ingår i släktet Clitocybe och familjen Tricholomataceae.  Arten är reproducerande i Sverige. Inga underarter finns listade i Catalogue of Life.